# Ray Flaherty
Ray Flaherty (1 de septiembre de 1903 - 19 de julio de 1994) fue un jugador profesional de fútbol americano en la National Football League de 1926 a 1935. 
Fue el entrenador en jefe de los Boston/Washington Redskins de 1936 a 1942, donde ganó cuatro títulos de división (1936, 1937, 1940, 1942) y dos Campeonatos de la NFL (1937, 1942) en una época en la que la mayor potencia de la liga eran los Chicago Bears y sus afamados Monstruos del Midway. 
A pesar de que ganó dos de tres enfrentamientos en contra de Chicago en partidos de campeonato de la NFL, tal vez es más conocido por el desastre del juego de campeonato de 1940, cuando los Redskins perdieron el campeonato en la peor derrota en la historia de la NFL, por marcador de 73-0 a favor de los Bears.
Flaherty sirvió en la Armada de los Estados Unidos en la Segunda Guerra Mundial de 1942 a 1945. Al regresar de la guerra, aceptó otro trabajo como entrenador en jefe de los New York Yankees en la extinta All-America Football Conference, ganando títulos divisionales en cada una de sus dos temporadas. Dejó a los Yankees a mediados de 1948 y fue entrenador de los Chicago Hornets en 1949.
Entre sus innovaciones, a Flaherty se le da el crédito de haber inventado el pase pantalla en 1937.
Fue seleccionado al Salón de la Fama del Fútbol Americano Profesional en 1976 por sus contribuciones como entrenador.